# Recorded Music NZ
Recorded Music NZ (ранее — Новозеландская ассоциация звукозаписывающих компаний (англ. Recording Industry Association of New Zealand), сокр. RIANZ) — некоммерческая организация, объединяющая продюсеров, лейблы звукозаписи, дистрибьюторов и музыкантов — всех, кто связан с продажей музыкальных произведений в Новой Зеландии. Членство в Recorded Music NZ открытое, однако наибольший вес имеют лейблы «большой тройки» (Sony, Universal и Warner), остальные компании имеют статус аффилированных.
До июня 2013 года ассоциация была известна как «Новозеландская ассоциация звукозаписывающих компаний» (RIANZ). RIANZ и PPNZ Music Licensing были объединены и переименованы в Recorded Music NZ.

## Премии
«New Zealand Music Awards» — ежегодная премия Recorded Music NZ за выдающиеся достижения в области звукозаписи; считается одной из наиболее авторитетных в Новой Зеландии. Вручается с 1965 года.

## Чарты
Recorded Music NZ публикует официальные новозеландские чарты альбомов и синглов. Топ-40 синглов состоит как из данных продаж (физических плюс скачивание), так и информации о вещании композиций на радио (т. н. airplay) в пропорции 3:1. Сбором данных о радиовещании занимается агентство Radioscope.
Recorded Music NZ также публикует чарты по окончании года. Сейчас они формируются в соответствии с цифрами продаж релиза, а ранее использовалась система очков: № 1 на неделе получал 50 очков, № 2 — 49 и так далее, в конце года эти очки складывались.

## Сертификации
Сингл или альбом может получить платиновую сертификацию, если он был продан более чем в 15000 копий, и золотую, если более чем в 7500 копий; критерии для DVD (ранее — клипов) — 5000 и 2500 копий соответственно.
| Альбомы и синглы | Альбомы и синглы | Музыкальные DVD | Музыкальные DVD |
| ---------------- | ---------------- | --------------- | --------------- |
| Золото           | Платина          | Золото          | Платина         |
| 7,500            | 15,000           | 2,500           | 5,000           |

## Другое
Recorded Music NZ — национальное агентство ISRC в Новой Зеландии. Также организация состоит в IFPI.

## Рекорды

### Исполнители с наибольшим количеством хитов № 1
- The Beatles (15) — Michelle; Paperback Writer; Yellow Submarine; Eleanor Rigby; Penny Lane; All You Need Is Love; Hello, Goodbye; Lady Madonna; Hey Jude; Revolution; Ob-La-Di, Ob-La-Da; Get Back; The Ballad of John & Yoko; Something; Come Together; Let It Be
- Майкл Джексон (9) — Don’t Stop 'Til You Get Enough; Beat It; We Are the World; Black Or White; Remember the Time; Give in to Me; Scream; You Are Not Alone; Blood on the Dance Floor
- U2 (8) — Pride (In the Name of Love); Where The Streets Have No Name; One Tree Hill; Desire; Angel of Harlem; The Fly; Hold Me, Thrill Me, Kiss Me, Kill Me; Discothèque
- Bee Gees (7) — Spicks and Specks; Massachusetts; I Started A Joke; Don't Forget to Remember; Stayin' Alive; Too Much Heaven; Tragedy
- Мэрайя Кэри (7) — Vision of Love; «I’ll Be There»; «Without You»; Endless Love; Fantasy; One Sweet Day  (с Boyz II Men); Heartbreaker (с Jay-Z)
- Эйкон (7) — Lonely; Moonshine (with Savage); Smack That (с Эминемом); The Sweet Escape (with Gwen Stefani); Don't Matter; Bartender (with T-Pain); Sexy Bitch
- Эминем (6) — Without Me; Lose Yourself; My Band; Just Lose It; Smack That (с Эйконом); We Made You
- ABBA (6) — I Do, I Do, I Do, I Do, I Do; SOS; Fernando; Dancing Queen; Money, Money, Money; Chiquitita
- Элтон Джон (6) — Crocodile Rock; Goodbye Yellow Brick Road; Philadelphia Freedom; Don't Go Breaking My Heart; Nikita; Candle in the Wind
- UB40 (5) — Food For Thought; Red Red Wine; I Got You Babe; I'll Be Your Baby Tonight; I Can’t Help Falling In Love With You
- Мадонна (5) — Into the Groove; Like a Prayer; Vogue; Music; Don’t Tell Me
- Chris Brown (5) — Run It!; Kiss Kiss; With You; No Air (with Jordin Sparks); Forever
- Black Eyed Peas (5) — Where Is the Love?; Shut Up; Don't Phunk with My Heart; My Humps; I Gotta Feeling
- Тимбалэнд (5) — Promiscuous (с Nelly Furtado); SexyBack (с Тимберлейком); Ayo Technology (с 50 Cent); Apologize (с OneRepublic); If We Ever Meet Again (с Katy Perry);

### Синглы, дольше всего находившиеся на первой позиции

#### Подряд
- 14 недель
- Boney M. — «Rivers of Babylon», 1978.
- 11 недель
- Уитни Хьюстон — «I Will Always Love You», 1992—1993.
- Smashproof feat. Джин Вигмор — «Brother», 2009.
- 10 недель
- Tony Orlando and Dawn — «Tie a Yellow Ribbon Round the Ole Oak Tree», 1973.
- Pussycat — «Mississippi», 1976.
- UB40 — «Can't Help Falling in Love», 1993.
- Леди Гага — «Poker Face», 2008—2009.
- Stan Walker — «Black Box», 2009—2010.
- 9 недель
- Black Eyed Peas — «I Gotta Feeling», 2009.
- All of Us — «Sailing Away», 1986.

#### С перерывами
- 12 недель
- Freddy Fender — «Wasted Days and Wasted Nights», 1975.
- Scribe — «Stand Up», 2003.
- 11 недель
- Crazy Frog — «Axel F», 2005.
- 9 недель
- ABBA — «Fernando», 1976
- Элтон Джон и Kiki Dee — «Don't Go Breaking My Heart», 1976